# 853
Het jaar 853 is het 53e jaar in de 9e eeuw volgens de christelijke jaartelling.

## Gebeurtenissen

### Byzantijnse Rijk
- Zomer - Byzantijns-Arabische Oorlog: Een Byzantijns expeditieleger (5000 man) plundert de Egyptische havenstad Damiette gelegen in de Nijldelta. Een aanzienlijk wapenarsenaal en goederen, bestemd voor het kalifaat van de Abbasiden op Kreta wordt in beslag genomen. De Arabieren beginnen een grote vloot te bouwen als antwoord op de Byzantijnse aanval.

### Europa
- Vikingen varen de rivier de Loire op en bedreigen de stad Tours in het West-Frankische Rijk. Zij verwoesten het benedictijnse klooster van Saint-Florent-le-Vieil.
- Boris I (r. 853 - 889) bestijgt als vorst (knjaz) de troon van het Bulgaarse Rijk. Hij voert een militaire campagne tegen Vlastimir, heerser (grootžupan) van Servië.

### Engeland
- De vierjarige Alfred van Wessex (toekomstige koning van Engeland) wordt naar Rome gestuurd om door paus Agapitus II tot medekoning te worden gezalfd.[1]

## Geboren
- Adelheid van Parijs, echtgenote van Lodewijk de Stamelaar (overleden 901)
- Mohammed ibn Jābir al-Harrānī al-Battānī, Arabisch astronoom (waarschijnlijke datum)

## Overleden
- Markward van Prüm, Frankisch abt en raadgever